# 相模原市立文化会館
相模原市立文化会館（さがみはらしりつぶんかかいかん）は、神奈川県相模原市南区相模大野にあるホールである。開館当初の愛称はグリーンホール相模大野（1989年6月13日に決定）。市民が芸術文化を鑑賞し、文化活動を行う場を提供し、もって文化の香りあふれる都市の創造に寄与するために設置された。
大ホールの1,790席は市内で最大級のホールであり、南区の成人式もここで開催される。NHK BS『新・BS日本のうた』テレビ東京『名曲!にっぽんの歌』『年忘れにっぽんの歌』も収録されていた。
2010年11月29日からネーミングライツスポンサーを募集することになったが、2013年2月に相模女子大学が3年間の命名権契約を交わし、2013年4月1日から3年間、相模女子大学グリーンホールとなった。2016年2月には契約がさらに10年延長された。

## 建物概要
建築面積：7,431m2、延床面積：22,337m2、地下1階、地上5階建で、設計は日本設計が、施工は熊谷組が手掛けた。
1981年4月1日に、米陸軍医療センターが日本政府に全面返還され、跡地整備事業の一環として建設された。同じ敷地内には、相模原市立相模大野図書館及び相模原南メディカルセンターの施設がある。
- 相模原市立相模大野図書館（1990年1月9日開館）
  - 市立図書館（鹿沼台）、市立図書館相武台分館（相模原市南区新磯野4-8-7）に次ぐ市内で3番目の図書館。2006年3月31日現在の蔵書28万冊。
- 相模原南メディカルセンター（1989年12月1日開設）
  - 相模原メディカルセンター（相模原市中央区富士見6-1-1）に次ぐ市内で2番目の急病診療所。急病対策事業の他、高度医療機器の共同利用事業や、各種がん検診等の地域医療事業を行っている。
- 隣接する相模大野立体駐車場の1階にはバスターミナル（グリーンホール前停留所）があり、神奈川中央交通の路線が発着する。

隣接地（相模大野駅側）には、同時期に建設された伊勢丹相模原店が所在していたが、2019年に閉店した。跡地には野村不動産主導のプラウドタワー相模大野クロスが建設されている。(2024年現在)